# Pocola
Pocola is een plaats (town) in de Amerikaanse staat Oklahoma, en valt bestuurlijk gezien onder Le Flore County.

## Demografie
Bij de volkstelling in 2000 werd het aantal inwoners vastgesteld op 3994.
In 2006 is het aantal inwoners door het United States Census Bureau geschat op 4435, een stijging van 441 (11.0%).

## Geografie
Volgens het United States Census Bureau beslaat de plaats een oppervlakte van
78,9 km², waarvan 78,4 km² land en 0,5 km² water.

## Plaatsen in de nabije omgeving
De onderstaande figuur toont nabijgelegen plaatsen in een straal van 12 km rond Pocola.